# Алберт Р. Броколи
Алберт Ромоло Броколи (5. април 1909 – 27. јун 1996), под надимком „Куби”, је био амерички филмски продуцент који је током каријере направио више од 40 филмова. Већина филмова је рађена у Великој Британији и често су снимани у „Пинвуд” студију. Алберт Брокли је најпознатији као продуцент многих филмова о Џејмсу Бонду. Он и Хари Салтзман су видели како се филмови развијају од релативно нискобуџетног порекла до крупних буџета. Наследници Алберта Броколија, његова ћерка Барбара Броколи производи нове филмове о Џејмсу Бонду.

## Детињство и младост
Броколи је рођен у округу Квинс, Њујорк Сити, и био је најмлађи од два детета имиграната из Калабријског региона у Италији, од редитеља Ђованија Броколија и Кристине Венц.Добио је надимак када га је његов рођак почео звати „Кабибл” по једном цртаном јунаку са сличним именом. Временом, овај надимак је скраћен, дошавши до само Кубие, што је Броколи касније прихватио као Куби. Породица је касније купила фарму у Смитауну, Њујорк, на Дугом острву, близу њихових ближњих.
Породица се прво преселила на Флориду а после смрти свог оца Броколи се преселио да живи са својом баком у Асторији Квинс у Њујорк Ситију. После многобројних послова укључујући производњу ковчега Броколи улази у Филмску индустрију. Почео је са дна радећи као гофер на филму Хауарда Хјуда Одметник (1941) у коме је глумила Џејн Расел. Тада је први пут упознао свог доживотног пријатеља Хјуза, док је Хјуз надгледао продукцију филма након што је редитељ Хауард Хокс добио отказ. Броколи је брзо стигао на ниво помоћника директора, до тренутка када су САД ушле у Други светски рат.

## Породични живот
Алберт се женио три пута 1940. године, у доби од 31 године оженио се глумицом Глоријом Блондел, млађом сестром Џоан Блондел. Пријатељски су се развели 1945. године, нису имали деце. 1951. године оженио се Недром Кларк, удовицом певача Бадија Кларка. Речено им је да имају проблема са плодношћу и да никада неће имати децу. Усвојили су сина Тонија Броколија након чега је Недра затруднела. Умрла је 1958. након што је родила њихову ћерку Тину. Броколи се 1959. оженио глумицом и романописцем Даном Вилсон (3.1.1922-29.2.2004), имали су ћерку Барбару Броколи. Алберт Броколи је постао ментор Даниног сина тинејџера Мајкла Г. Вилсона. Деца су одрасла око филмских сетова о Бонду, а о утицају његове супруге на различите продукцијске одлуке говори се у многим неформалним извештајима.
Мајкл Вилсон је радио за продукцијску компанију као писац и као продуцент. Барбара Броколи је са друге стране под очевим надзором радила за његову продукцијску компанију од 1980-их. Мајкл Вилсон и Барбара Броколи су копродуцирали филмове још од смрти њиховог оца, Алберта Броколија.

## Велика Британија- субвенција и порекло Бонда
Почетком 1950-их година Броколи се још једном преселио, овај пут у Лондон где је британска влада давала субвенције за филмску продукцију направљену у Великој Британији са британским глумцима и екипама. Заједно са Ирвингом Аленом Броколи је створио „Варвик филмс” који је направио плодан и успешан низ филмова за „Колумбија Пикчрс”.
Када је Броколи постао заинтересован за лик Џејмса Бонда из дела Ијана Флеминга открио је да права већ припадају канадском продуценту Харију Салцману, који је дуго желео да то претвори у филм, а који је продуцирао неколико позоришних представа и филмова са скромним успехом. Када их је заједнички пријатељ и сценариста Волф Манковиц упознао Салцман је одбио да прода права, али је пристао да сарађује са Броколијем и копродуцира филмове, што је довело до стварања продуцентске компаније ЕОН Продакшнс и њеног родитеља (холдинг) компанија Данјак ЛЛЦ названа по именима њихових супруга. Дана и Жаклина. 
Салцман и Броколи су продуцирали први филм о Џејмсу Бонду, „Др Но”1962. године. Први глумац који је глумио Џејмса Бонда је био Шон Конери. Њихов други филм „Из Русије са љубављу” био је успешан пробој и од тада су филмовима порасле цена акција и амбиција. Са већим улогама, тежим каскадерима и специјалним ефектима и сталном потребом за егзотичним локацијама франшиза је постала посао са пуним радним временом. Броколи је направио значајан покушај са филмом који није о Бонду, адаптацију филма Ијана Флеминга „Чити Чити Банг Банг”. 1968. године, а због правног сукоба око продуцентских права, уступио је кредит за продуценте у „Тандерболу”, Кевину Меклорију. Ипак, средином 1960-их Броколи је сву своју енергију уложио у серију филмова о Џејмсу Бонду. Салцманова интересовања обила су већа од серије филмова о Бонду, тако да су Салцман и Броколи имали проблеме у односу због Салцманових спољних обавеза. На крају се Салцман повукао из ЕОН-а и Данјака након низа финансијских пропуста. Док је Салцманов одлазак приближио франшизу корпоративној контроли, Броколи је изгубио мало независности или престижа у овој погодби. од тада па све до његове смрти прикази за сваки ЕОН Бонд филм започеће речима „Алберт Р. Броколи презентс”. Иако су од седамдестих година прошлог века филмови постајали лакши у тону и лабавији у заплету, понекад мање успешни код критичара, серија се истакла у продукцијским вредностима и наставила да привлачи публику. 
1966.г. Алберт је био у Јапану а други продуценти су извиђали локације за снимање следећег филма о Џејмсу Бонду „Само двапут се живи”. Броколи је имао резервисану карту за лет БОАЦ911. Отказао је своју карту тог дана како би могао да види демонстрцију нинџе. Лет 911 се срушио након турбуленција.

## Касни живот и почасти
- 1961. године одликован је меморијалном наградом Ирвинга Г. Талберга за филмски рад. На церемонији доделе академских награда 1982. године награду му је уручио тадашњи Џејмс Бонд, Роџер Мур. Броколи је 1990. године добио звезду за холивудском шеталишту славних (као Коби Броколи).
- Љубитељ чистокрвих тркачких коња, Алберт Броколи био је власник Броко-а који је 1993. освојио победнички куп узгајивача у парку Санта Анита у Аркадији, Калифорнија.
- Аутобиографија је постхумно објављена 1999. године под називом „Кад се снег топи, аутобиографија Кобија Броколија”.[2]
- Крај филма Сутра не умире никад (1997) приказује посвету увек у сећању на „Алберта П. (Кобија) Броколија ”.
- Позориште „Алберт и Дана Броколи” једно је од три смештено у комплексу Школе кинематографских уметности Универзитета Јужне Калифорније завршеном 2010.

## Смрт
Броколи је умро у својој кући у Беверли Хилсу у 87. години од срчаног застоја. Подвргао се троструком бајпасу раније те године. Почива у украшеном саркофагу на Холивуд Хилс гробљу у Лос Анђелесу.
У знак признања Броколијевог инсистирања да сваки филм о Џејмсу Бонду произведен у ЕОН-у у уводним заслугама носи име творца лика Ијана Флеминга иако филм није садржао стварну повезаност ни са једним Флеминговим романом осим титуларног лика, његова преживела породица одлучила је да сваки наредни филм о Бонду носи Броколијево име. Стога сви филмови о Бонду од „Сутра не умире никада” започиње текстом „Алберт Р. Броколијева продукција представља”.

## Филмографија

#### Продуцент са Харијем Салцманом
- Др Но (1962)
- Из Русије с љубављу (1963)
- Голдфингер (1964)
- Само двапут се живи (1967)
- У тајној служби њеног Величанства (1969)
- Дијаманти су вечни (1971)
- Живи и пусти друге да умру (1973)
- Човек са златним пиштољем (1974)

#### Извршни продуцент са Харијем Салцманом
- Операција гром (1965) (продуцент Кевин Меклори)

#### Продуцент са Ирвингом Аленом
- Црни витез (1954)

#### Продуцент (соло)
- Црвена берета (1953)
- Ватра доле (1957)
- Суђење Оскару Вајлду (1960)
- Џез брод (1960)
- Зови ме Бвана (1963)
- Чити чити бенг бенг (1968)
- Шпијун који ме је волео (1977)
- Операција свемир (1979)
- Само за твоје очи (1981)
- Октопуси (1983)

#### Продуцент са Мајклом Г. Вилсоном
- Поглед на убиство (1985)
- Дах смрти (1987)
- Дозвола за убиство (1989)

#### Консултативни продуцент
- Златно око (1995)- први пут у улози Џејмса Бонда Пирс Броснан

#### Појављивање у филмовима
- Ватра доле (1957)- кријумчар дроге
- Операција Свемир (1979)- туриста у Венецији са супругом Даном Броколи